# Uğurcan Çakır
Uğurcan Çakır (Antalya, 1996. április 5. –) török válogatott labdarúgó, a Trabzonspor játékosa.

## Pályafutása

### Klubcsapatokban
A Çekmeköyspor, a Yamanspor, az 1461 Trabzon és a Trabzonspor korosztályos csapataiban nevelkedett. 2015. július 30-án mutatkozott be a Trabzonspor felnőtt csapatában a Rabotnicski elleni Európa-liga selejtező mérkőzésen. 2016 januárjában több játéklehetőség miatt kölcsönbe került félévre az 1461 Trabzon csapatához. A 2018–2019-es idény során egyre többször lépett pályára.

### A válogatottban
Többszörös korosztályos válogatott. 2019 márciusában Şenol Güneş szövetségi kapitány meghívta a felnőtt válogatott keretébe az Albánia és a Moldova elleni 2020-as labdarúgó-Európa-bajnokság selejtező mérkőzésekre, de pályára nem lépett. Május 30-án Görögország ellen debütált a 2–1-re megnyert felkészülési találkozón. 2021 májusában bekerült a 2020-as labdarúgó-Európa-bajnokságra utazó török keretbe. A tornán 3 mérkőzésen védett és 8 gólt kapott ezeken a találkozókon.

## Statisztika

### Klub
2023. május 8-i állapotnak megfelelően.
| Klub         | Szezon   | Bajnokság | Bajnokság | Bajnokság | Kupa  | Kupa  | Nemzetközi | Nemzetközi | Egyéb | Egyéb | Összesen | Összesen |
| Klub         | Szezon   | Osztály   | Mérk.     | Gólok     | Mérk. | Gólok | Mérk.      | Gólok      | Mérk. | Gólok | Mérk.    | Gólok    |
| ------------ | -------- | --------- | --------- | --------- | ----- | ----- | ---------- | ---------- | ----- | ----- | -------- | -------- |
| Trabzonspor  | 2014–15  | Süper Lig | 0         | 0         | 0     | 0     | —          | —          | —     | —     | 0        | 0        |
| Trabzonspor  | 2015–16  | Süper Lig | 0         | 0         | 2     | 0     | 1          | 0          | —     | —     | 3        | 0        |
| Trabzonspor  | 2016–17  | Süper Lig | 0         | 0         | 0     | 0     | —          | —          | —     | —     | 0        | 0        |
| Trabzonspor  | 2017–18  | Süper Lig | 6         | 0         | 0     | 0     | —          | —          | —     | —     | 6        | 0        |
| Trabzonspor  | 2018–19  | Süper Lig | 20        | 0         | 5     | 0     | —          | —          | —     | —     | 25       | 0        |
| Trabzonspor  | 2019–20  | Süper Lig | 33        | 0         | 3     | 0     | 7          | 0          | —     | —     | 43       | 0        |
| Trabzonspor  | 2020–21  | Süper Lig | 38        | 0         | 0     | 0     | —          | —          | 1     | 0     | 39       | 0        |
| Trabzonspor  | 2021–22  | Süper Lig | 36        | 0         | 3     | 0     | 4          | 0          | —     | —     | 43       | 0        |
| Trabzonspor  | 2022–23  | Süper Lig | 28        | 0         | 3     | 0     | 9          | 0          | 1     | 0     | 41       | 0        |
| Trabzonspor  | Összesen | Összesen  | 161       | 0         | 16    | 0     | 21         | 0          | 2     | 0     | 200      | 0        |
| 1461 Trabzon | 2015–16  | 1.Lig     | 8         | 0         | 1     | 0     | —          | —          | —     | —     | 9        | 0        |
| 1461 Trabzon | Összesen | Összesen  | 8         | 0         | 1     | 0     | 0          | 0          | 0     | 0     | 9        | 0        |
| Összesen     | Összesen | Összesen  | 169       | 0         | 17    | 0     | 21         | 0          | 2     | 0     | 209      | 0        |

### Válogatott
2022. november 16-i állapotnak megfelelően.
| Nemzet      | Év       | Mérk. | Gólok |
| ----------- | -------- | ----- | ----- |
| Törökország | 2019     | 2     | 0     |
| Törökország | 2020     | 2     | 0     |
| Törökország | 2021     | 13    | 0     |
| Törökország | 2022     | 5     | 0     |
| Törökország | 2023     | 0     | 0     |
| Összesen    | Összesen | 22    | 0     |

## Sikerei, díjai
- Trabzonspor
  - Süper Lig: 2021–22
  - Török kupa: 2019–20
  - Török szuperkupa: 2020, 2022

## Külső hivatkozások
- Uğurcan Çakır adatlapja a Transfermarkt oldalon (angolul)
- Uğurcan Çakır adatlapja a Soccerway oldalon (angolul)